# Holophygdon
Holophygdon is een geslacht van wantsen uit de familie van de Tingidae (netwantsen). Het geslacht werd voor het eerst wetenschappelijk beschreven door George Willis Kirkaldy in 1908.

## Soorten
Het genus bevat de volgende soorten:

- Holophygdon melanesica Kirkaldy, 1908
- Holophygdon nishidae Guilbert, 1999